# Comando per le Operazioni in Rete
Das Comando per le Operazioni in Rete (COR) (dt.: Streitkräftekommando für Netzwerkoperationen, en.: Joint Command for Network Operations) ist eine Organisation der Streitkräfte Italiens. Das COR hat Aufgaben in den Bereichen Informationssicherheit, Computer Network Operations, Cyberabwehr und Cyberkrieg. Es untersteht dem Einsatzführungskommando der Streitkräfte und hat seinen Sitz bei dem Festungswerk Forte Trionfale im Nordwesten von Rom.

## Organisation
An der Spitze des COR steht ein Generalleutnant. Ihm unterstehen im Wesentlichen ein Stab und, über den stellvertretenden Kommandeur, eine C4-Abteilung (mit Security Operation Center, Network Operation Center, Infrastructure Operation Center), eine Sicherheits- und Cyberabwehrabteilung sowie eine Abteilung für Cyberoperationen. Für Militäroperationen im Ausland bildet es Cyber Operation Cells. Das Personal des COR stammt aus allen Teilstreitkräften.

## Geschichte
Die Aufstellung wurde in einem Dekret der italienischen Regierung aus dem Jahr 2013 und vom Verteidigungsweißbuch 2015 vorgesehen. Ein Aufbaustab (nucleo iniziale di formazione) entstand Anfang 2016. Aus diesem wurde 2017 das Comando Interforze per le Operazioni Cibernetiche (CIOC, „Streitkräftekommando für Cyberoperationen“) aufgestellt, das Ende des Jahres die Initial Operational Capability erreichte, im Jahr 2019 dann die Full Operational Capability. Im folgenden Jahr erfolgte die Fusion mit dem älteren Comando C4 Difesa und die Umbenennung in COR.
Bis Juli 2021 unterstand das COR dem Generalstab der Streitkräfte unmittelbar. Im Zug einer Umstrukturierung, die im Generalstab den Planungsbereich (policy) klarer vom operativen Bereich abgrenzte, wurde das COR dem Einsatzführungskommando (COVI) nachgeordnet, das seinerseits dem Generalstabschef der Streitkräfte untersteht.